# 丘建
丘建（生卒年不詳），魏國武將，是鍾會的心腹，在263年魏滅漢之戰中擔任鍾會的帳下督，隨鍾會出征。丘建原本是胡烈的部屬，胡烈將他推薦給司馬昭，鍾會喜愛他，又請司馬昭讓丘建跟著他。
到了264年正月，鍾會在成都決定謀反的那一晚，丘建在巧合中遇見被正在被鍾會逼反的監軍衛瓘。衛瓘將鍾會的陰謀告訴他，要他想辦法把鍾會要殺死所有魏將的消息傳到城外的軍隊。於是丘建去找鍾會說，他覺得胡烈獨自一人坐在那很可憐，希望可以派一個官署內的親兵出外幫他打飯，而各牙門也可照例派一人，鍾會准許了他的提議。
而胡烈就利用這個機會，令幫他打飯的親兵幫他帶消息給他兒子胡淵，說：「丘建偷偷告訴我，鍾會已經做了一個大坑洞、白棒數千條，想要把外面的士兵都叫進來，每人賜一頂白帽子，拜為散將，再依次用棒子把我們都打死，將屍體丟入坑中。」消息的走漏，導致隔日早上城外的軍隊大舉攻入成都，鍾會、姜維、張翼等被殺。